# Сабитов, Салих Гиздатович
Сабитов, Салих Гиздатович       (10 октября 1912 года — 18 мая 1979 года) —  Наводчик минометной роты 175-го гвардейского стрелкового полка (58-я гвардейская дивизия, 5-я гвардейская армия, 1-й Украинский фронт) гвардии рядовой, Полный кавалер ордена Славы.

## Биография
Салих Гиздатович Сабитов родился 10 октября 1912 года  в д. Еремкино Шаранского района РБ.
Татарин. Образование начальное. Член КПСС с 1943 г. До войны работал в колхозе «Якты-Куль».
В Советскую Армию призван в июле 1941 г. Шаранским райвоенкоматом. На фронте Великой Отечественной войны с августа 1941 г. 
Наводчик минометной роты 175-го гвардейского стрелкового полка (58-я гвардейская дивизия, 5-я гвардейская армия, 1-й Украинский фронт) гвардии рядовой С.Г.Сабитов в боях с немецко-фашистскими захватчиками проявил себя мужественным, бесстрашным бойцом.
После войны С. Г. Сабитов работал в колхозе имени Ф.Энгельса Шаранского района.
Умер 18 мая 1979 г., похоронен в д. Еремкино РБ..

## Подвиг
«...В боях 09.11.1944 г. в районе с. Ратае Галина Пацанувского уезда Келецкого воеводства (Польша), наводя точно миномет по контратакующему противнику, тов. Сабитов уничтожил минометным огнём 3 огневые точки противника, свыше 40 солдат и офицеров, тем самым, способствовал отражению контратак противника и продвижению наших подразделений вперед. 
Тов. Сабитов вместе с расчетом, быстро и умело меняя огневые позиции, продолжал уничтожать огневые точки и живую силу противника...».
За этот подвиг С. Г. Сабитов 1 сентября 1944 г. награждён орденом Славы III степени.
«... В наступательном бою 20.01.45 г., когда противник, имея значительный перевес в силе, оказывал упорное сопротивление и вел сильный артиллерийский огонь, тов. Сабитов, точно наводя свой миномет в цель, подавил 4 огневые точки противника, рассеял и уничтожил до взвода вражеской пехоты. Тем самым, тов. Сабитов способствовал быстрейшему и лучшему выполнению боевой задачи: продвижению наших подразделений вперед...».
За личное мужество и отвагу С. Г. Сабитов 2 апреля 1945 г. был награждён орденом Славы II степени.
Храбрость и инициативу проявил С. Г. Сабитов при форсировании р. Нейсе в апреле 1945 г. 
«...В боях при форсировании реки Нейсе 16.04.45 г. тов. Сабитов, заменив раненого командира минрасчета, смело подавлял вражеские огневые средства и живую силу, расчищая путь для пехоты, форсировавшей реку.
В этом бою, несмотря на сильный огонь противника, огнём своего миномета обеспечивал переправу подразделений на западный берег, уничтожив при этом 20 вражеских солдат и огонь одной пулеметной точки, тем самым, содействовал выполнению боевого задания командования...».
За личную храбрость и инициативу, проявленные в боях, С. Г. Сабитов 27 июня 1945 г. награждён орденом Славы I степени.

## Награды
Награждён орденами Отечественной войны II степени, Славы I, II и III степени, медалями.